# Математична модель
Математи́чна моде́ль — система математичних співвідношень, які описують досліджуваний процес або явище. Математична модель має важливе значення для таких наук, як: економіка, екологія, соціологія, фізика, хімія, механіка, інформатика, біологія та ін.

## Загальний опис
Для отримання математичної моделі застосовують загальні закони природознавства, спеціальні закони конкретних наук, результати пасивних та активних експериментів, імітаційне моделювання за допомогою комп'ютерів. Математичні моделі дозволяють передбачити хід процесу, розрахувати цільову функцію (вихідні параметри процесу), керувати процесом, проектувати системи з бажаними характеристиками.
Для створення математичних моделей можна застосовувати широкий спектр математичних засобів — диференціальні або інтегральні рівняння, теорію множин, абстрактну алгебру, математичну логіку, теорію ймовірностей, графи та ін. Процес створення математичної моделі називається математичним моделюванням. Це найзагальніший та найбільш використовуваний в науці, зокрема, в кібернетиці, метод досліджень.
Для розробки математичних моделей широко застосовується диференційне числення, теорія множин, матриці і графи, а також планування експерименту. Відповідно розрізняють теоретико-множинні, матричні, топологічні та поліномні математичні моделі.
Математична модель слугує для:
- створення спрощених, але адекватних відображень-моделей технологічних процесів і пристроїв,
- вивчення технологічних процесів та пристроїв за допомогою одержаних моделей,
- прогнозування результатів за різних умов, розробці раціональних та оптимальних технологічних режимів, тощо.

## Класифікація
Класифікація моделей ґрунтується на математичних засобах, що використовуються для розв'язання поставлених задач:
- Лінійні або нелінійні моделі
- Зосереджені або розподілені системи
- Детерміновані або стохастичні
- Статичні або динамічні.

За іншими підходами розрізняють:
- Аналітичні математичні моделі
- Статистичні математичні моделі
- Комбіновані математичні моделі (аналітично-емпіричні; графоаналітичні моделі)

Аналітичні моделі базуються на точних математичних рівняннях, що описують систему чи процес. Вони використовують закони природи (наприклад, фізичні чи хімічні) для розробки математичних виразів. Ці моделі мають чітку теоретичну основу, використовують детерміновані рівняння, такі як диференціальні або алгебраїчні. 
Ймовірнісні моделі базуються на статистичних або емпіричних даних і враховують випадкові процеси чи фактори, що впливають на систему. Вони застосовуються там, де явища носять невизначений характер. 
Комплексні моделі поєднують аналітичні та ймовірнісні підходи для врахування як детермінованих, так і випадкових процесів. Вони використовуються для опису складних систем із багатьма змінними. Такі моделі часто застосовують в інженерії, економіці, екології та біології. 

Якщо відношення задаються аналітично, то їх можна розв'язати або в замкнутому вигляді відносно шуканих змінних як функції від параметрів моделі (явно), або в частково замкнутому вигляді (неявно), коли шукані змінні залежать від одного або багатьох параметрів моделі. До моделей цього класу належать диференціальні, інтегральні, різницеві рівняння, ймовірнісні моделі, моделі математичного програмування та інші.
Якщо не можна знайти точний розв'язок математичної моделі, застосовують чисельні (обчислювальні) методи або інші види моделювання.
Залежно від того, якими є параметри системи та зовнішні збурення, математичні моделі можуть бути детермінованими та стохастичними. Останні мають особливо важливе значення при дослідженні й проектуванні великих систем зі складними зв'язками і властивостями, які важко врахувати. 
Математичний опис неперервного процесу (наприклад, диференційними рівняннями) являє собою неперервну математичну модель[джерело?].
Якщо ж математична модель описує стан системи тільки для дискретних значень незалежної змінної і нехтує характером процесів, які відбуваються у проміжках між ними, то така модель є дискретною (тут важливим є вибір кроку дискретності, від якого залежить точність опису реального об'єкта його математичною моделлю). Якщо параметри об'єкта, для якого розробляють математичну модель, можна вважати незалежними від часу, то така система описується стаціонарною моделлю, характерна особливість якої — постійні коефіцієнти. У протилежному випадку математична модель є нестаціонарною.
У математичному моделюванні орієнтуються на моделі стандартного вигляду, які забезпечені відповідним математичним апаратом. Так, фізичні процеси характеризуються просторово-часовими співвідношеннями і у загальному випадку описуються диференційними рівняннями у часткових похідних.
Важливим моментом структурування моделі є феноменологічний метод, коли підпроцеси можуть бути представлені окремими моделями, вихідні величини яких є вхідними для інших (наступних) підпроцесів. У цьому випадку математична модель складного процесу являє собою систему моделей (рівнянь), знайдених для кожного підпроцесу.

## Приклади математичних моделей
- Модель Мальтуса — закон про пропорційну залежність між швидкістю росту і розміром популяції.
- Система хижак-жертва (рівняння Вольтерри—Лотки) — показує залежність між чисельністю хижаків та жертв.
- Модель оптимальної поведінки покупця — виражає вибір покупця між множиною продуктів при обмеженому бюджеті.
- Модель Гарячого Всесвіту.

## Значення в природничих науках
Математичні моделі мають велике значення в галузі природничих наук, зокрема, у фізиці. Фізичні теорії майже завжди виражають за допомогою математичних моделей.
Протягом всієї історії, були розроблені менш і більш точні математичні моделі. Закони Ньютона точно описали багато повсякденних явищ, але в певних межах ситуацію краще і правильніше описують теорія відносності і квантова механіка, проте вони не застосовуються до всіх ситуацій і потребують подальшого доопрацювання. Це потрібно, щоб отримати менш точні моделі у відповідних межах, наприклад, релятивістська механіка зводиться до механіки Ньютона на швидкостях набагато менших за швидкість світла. Квантова механіка зводиться до класичної фізики, коли квантові числа високі.
Вони є загальними для використання ідеалізованих моделей у фізиці, щоб спростити речі. Безмасові мотузки, точкові частинки, ідеальні гази і частинки в полі серед багатьох спрощених моделей, що
використовуються у фізиці. Закони фізики представлені у вигляді простих рівнянь, таких як закони Ньютона, рівняння Максвелла і рівняння Шредінгера. Ці закони, є основою для створення математичних моделей реальних ситуацій. Більшість реальних ситуацій є дуже складними і, таким чином, моделюється приблизно на комп'ютері, моделі, які можна обчислити зроблені з основних законів або наближених моделей, зроблених з основних законів. Наприклад, молекули можуть бути змодельовані молекулярних орбіталей моделей, які наближені рішення рівняння Шредінгера.
Різні математичні моделі використовують різні геометричні описи, які не обов'язково точними описами геометрії Всесвіту. Евклідова геометрія часто використовується в класичній фізиці, в той час як спеціальна теорія відносності і загальна теорія відносності є прикладами теорій, які використовують в геометрії, що не є Евклідовою.